# Nanori
Es coneixen com a lectures nanori les lectures d'un caràcter que només apareix en noms japonesos. En japonès molts noms es construeixen a partir de caràcters kanji comuns amb una pronunciació (o lectura) comuna. Alguns caràcters són especials que només apareixen en noms i tenen una pronunciació que cal memoritzar cas per cas, com ocorre amb el nom femení Nozomi (希).